# Fenyves-tövisescincér
A fenyves-tövisescincér (Rhagium inquisitor) a rovarok (Insecta) osztályának bogarak (Coleoptera) rendjébe, ezen belül a mindenevő bogarak (Polyphaga) alrendjébe és a cincérfélék (Cerambycidae) családjába tartozó faj.
A Rhagium rovarnem típusfaja.

## Előfordulása
A fenyves-tövisescincér egész Európa, Ázsia és Észak-Amerika mérsékelt égövi részein található meg.

## Megjelenése
A fenyves-tövisescincér 1-2,2 centiméter hosszú. A szárnyfedők sárgásbarnák, foltokban szürkés szőrökkel, két fekete harántcsíkkal (melyek ritkán elmosódottak) és több kis fekete folttal. A színek élénksége változó. A hím csápja hosszabb, mint a nőstényé (ez valamennyi cincérre érvényes ismertetőjegy). Az előtor két oldalán, középen hegyes dudorodás van.

## Életmódja
A fenyves-tövisescincér fenyvesek és parkok lakója. A bogár napközben virágport keres a virágokon, vagy korhadt fákon tartózkodik, ahol párosodás közben és peterakáskor megfigyelhetjük. A lárva korhadt fatörmelékkel táplálkozik.

## Szaporodása
A nőstények tűlevelű fák kérge alá rakják petéiket. A lárvák itt táplálkoznak, és a bogár teljes kifejlődéséig a kéreg alatt maradnak. A teljes fejlődési idő 2 év. A bogarak ősszel bújnak ki a bábból, de a következő év áprilisáig a bábbölcsőben maradnak.